# 簡政放權
簡政放權是中國共產黨中央委員會在1980年代改革開放時期首次提出的經濟術語，內容是精簡政府機構，把經營管理權下放給企業，以提高企業的效率和生產力。
2013年，時任國務院總理李克強在十二屆全國人大一次會議出任中國國務院總理起重提這施政理念。簡政放權是全面深化改革和政府轉變職能的一部分。李克強主持的2014年第一次國務院常務會議主題就是「簡政放權」，隨後國務院取消、下放大量行政審批等事項。